# Bożena Króliczewska
Bożena Barbara Króliczewska – polska doktor habilitowany nauk weterynaryjnych, profesor na Uniwersytecie Przyrodniczym we Wrocławiu, specjalistka od fizjologii przewodu pokarmowego oraz fizjologii zwierząt.

## Kariera naukowa
W 1994 roku na Uniwersytecie Marii Curie-Skłodowskiej w Lublinie uzyskała tytuł magistra biotechnologii. W 2000 roku Wydział Biologii i Hodowli Zwierząt Uniwersytetu Przyrodniczego we Wrocławiu nadał jej stopień doktora nauk rolniczych w zakresie zootechniki na podstawie rozprawy pt. Badania nad wykorzystaniem wybranych organicznych i nieorganicznych związków cynku, selenu oraz wapnia w ograniczeniu biodostępności kadmu przy eksperymentalnej intoksykacji kur tym pierwiastkiem, której promotorem był Roman Kołacz. W tym samym roku została zatrudniona na tejże uczelni, a w 2014 roku uzyskała na jej Wydziale Medycyny Weterynaryjnej stopień doktora habilitowanego nauk weterynaryjnych na podstawie pracy pt. Fizjologiczne i produkcyjne aspekty zastosowania korzenia tarczycy bajkalskiej (Scutellaria baicalensis Georgi) w żywieniu wybranych gatunków zwierząt.